# 皱叶清风藤
皱叶清风藤（学名：Sabia wardii）是清风藤科清风藤属的一种攀援木质藤本植物，分布于缅甸和中国云南地区。

## 特征描述
皱叶清风藤的小枝呈灰褐色，幼枝则为黄褐色或略带紫红色，全身密被柔毛。叶片为革质，互生，呈卵形或卵状披针形，先端圆钝，有时因中脉突出而略具短尖，基部微心形；叶面疏被柔毛，叶背则被柔毛，沿脉较密；侧脉约有7-9对，在叶片上面下陷，在下面则明显隆起，使叶片表面呈现多数皱褶，皱褶间的网孔稍隆起呈轻微的泡状。
果序腋生，被柔毛；蒴果呈扁球形，黄绿色或紫红色。果期为3-5月。